# Friedrich Trinks
Friedrich Trinks (* 28. Mai 1844 in Meiningen; † 6. April 1930 ebenda) war ein deutscher Richter. Er war der letzte Staatsminister  des Herzogtums Sachsen-Meiningen.

## Leben
Nach dem Abitur am Gymnasium Georgianum (Hildburghausen) studierte Trinks an der Ruprecht-Karls-Universität Heidelberg, der Universität Jena und der Universität Leipzig Rechtswissenschaft. 1865 wurde er Mitglied des Corps Franconia Jena und des Corps Misnia Leipzig. Er trat in den Justizdienst Sachsen-Meiningens und war Assessor in Camburg (1875) und Sonneberg (1876). Von 1879 bis 1902 war er Amtsrichter in Saalfeld/Saale. Der Gemeinderat wählte ihn 1884 zum Vorsitzer. 1885 wurde Trinks in die Meininger Landessynode gewählt. 1902 wurde Trinks Staatsrat und  Vorstand der Ministerialabteilung der Justiz und für Kirchen- und Schulsachen, die auch für die Universität Jena zuständig war. Trinks genoss das besondere Vertrauen von Herzog Georg II., der ihn gern mit „delikaten Angelegenheiten“ betraute. In der Novemberrevolution wurde er im Alter von 72 Jahren des Amtes enthoben.

### Parlamentarier
Von 1886 bis 1892 war er nationalliberaler Abgeordneter des Meininger Landtags. Vergeblich kandidierte er bei der Reichstagswahl 1890 im Reichstagswahlkreis Herzogtum Sachsen-Meiningen 2 für die NLP. Der Meininger Landtag wählte ihn 1889 zum 2. und 1891 zum 1. Vizepräsidenten und 1899 zum Landtagspräsidenten.

### Familie
Friedrich Trinks entstammte einer in Meiningen sehr angesehenen und einflussreichen Familie. Er war das 5. Kind und der 3. Sohn von Bartholomäus Viktor Trinks. Verheiratet war er mit Lina Hädrich († 1917), Tochter eines Großmühlenbesitzers und Landtagsabgeordneten. Die Ehe blieb kinderlos. Friedrichs Neffe Viktor Trinks erarbeitete das maschinegeschriebene Ahnenbuch der Familie.

## Werke
- Erinnerungen an Herzog Georg II. und Zeitbilder aus und für Saalfeld-Saale. Saalfeld 1925

## Ehrungen
- Ehrenbürger von Saalfeld
- Dr. phil. h. c. der Universität Jena
- Dr. iur. h. c. der Universität Jena
- Wirkl. Geh. Rat
- Exzellenz
- Großkreuz des Herzoglich Sachsen-Ernestinischen Hausordens